# Фау-2
«Фау-2» (от нем. V-2 — Vergeltungswaffe-2, оружие возмездия;
другое название — нем. А-4 — Aggregat-4, агрегат) — первая в мире баллистическая ракета дальнего действия, разработанная немецким конструктором Вернером фон Брауном и принятая на вооружение вермахта в конце Второй мировой войны.
Первый пуск состоялся в марте 1942 года, а первый боевой пуск — 8 сентября 1944 года. Количество осуществлённых боевых пусков ракеты составило 3225. Применялась с целью запугивания, поражая в основном мирное население (погибло около 2700 человек, обстрелу подвергалась в основном территория Великобритании, в особенности отличающийся большой площадью Лондон.
Ракета являлась одноступенчатой, имела жидкостный ракетный двигатель, запускалась вертикально, на активном участке траектории в действие вступала автономная гироскопическая система управления, оснащённая программным механизмом и приборами для измерения скорости. Крейсерская скорость полёта — 1,65 км/с (5940 км/ч), дальность полёта достигала 320 км, высота траектории — 80—90 км. Боевая часть вмещала до 800 кг аммотола. Средняя стоимость — 119 600 рейхсмарок.
«Фау-2» является первым в истории объектом, совершившим суборбитальный космический полёт, достигнув при вертикальном запуске высоты в 188 км. Это произошло в 1944 году.
После войны являлась прототипом для дальнейшей разработки первых баллистических ракет в США, СССР и других странах.

## История

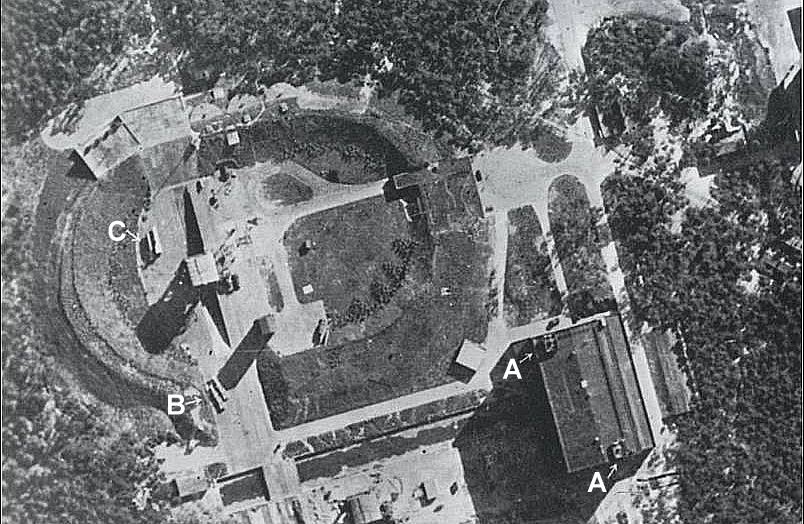
Снимок площадки со стартовым столом и двумя «Фау-2» в горизонтальном положении,
23 июня 1943

Начало разработки немецких жидкостных ракет было положено в 1926 году, когда группа энтузиастов ракетостроения и межпланетных сообщений организовала Общество космических полётов (нем. Verein für Raumschiffahrt) (VfR). Твердотопливные ракеты использовались как оружие в годы Первой мировой войны практически всеми враждующими сторонами, поэтому по Версальскому мирному договору побеждённой Германии было запрещено разрабатывать и создавать такие ракеты. Однако в этом договоре ни слова не было сказано о разработке ракет на жидком топливе. В конце 1929 года министр обороны отдал приказ об изучении возможности использования ракет для военных целей, а в 1932 году была создана экспериментальная станция для ракет на жидком топливе в Куммерсдорфе под Берлином. В частности, полковнику Вальтеру Дорнбергеру была продемонстрирована экспериментальная ракета, разработанная молодым немецким конструктором Вернером фон Брауном. Несмотря на то, что возможности показанной ракеты были достаточно ограничены, Дорнбергера заинтересовала работа, и он предложил фон Брауну продолжить разработку под управлением военных.
Как и большинство других членов общества, фон Браун согласился работать на таких условиях. В декабре 1934 года был достигнут успех в запуске ракеты A-2 — небольшой модели, работавшей на этаноле (этиловом спирте) и жидком кислороде. Особое внимание уделялось отработке двигателя. К этому времени было рассчитано множество потенциально пригодных вариантов топливной смеси, однако военных больше всего заинтересовала возможность использования этанола, связанная с постоянным дефицитом нефтепродуктов для Германии. Этиловый спирт производился в больших количествах как результат переработки картофеля и гидролизом древесины. Этот вид топлива использовался немцами на протяжении всей Второй мировой войны.
Добившись успеха с A-2, группа фон Брауна перешла к разработкам ракет A-3 и A-4 (будущей «Фау-2»). Последняя должна была стать уже полноразмерной ракетой с предположительной дальностью полёта около 175 километров, высотой подъёма до 80 километров и массой полезной нагрузки около 1 тонны. Увеличение возможностей во многом опиралось на комплексную переработку двигателя, выполненную инженером Вальтером Тилем.

## Конструкция

Схема «Фау-2»

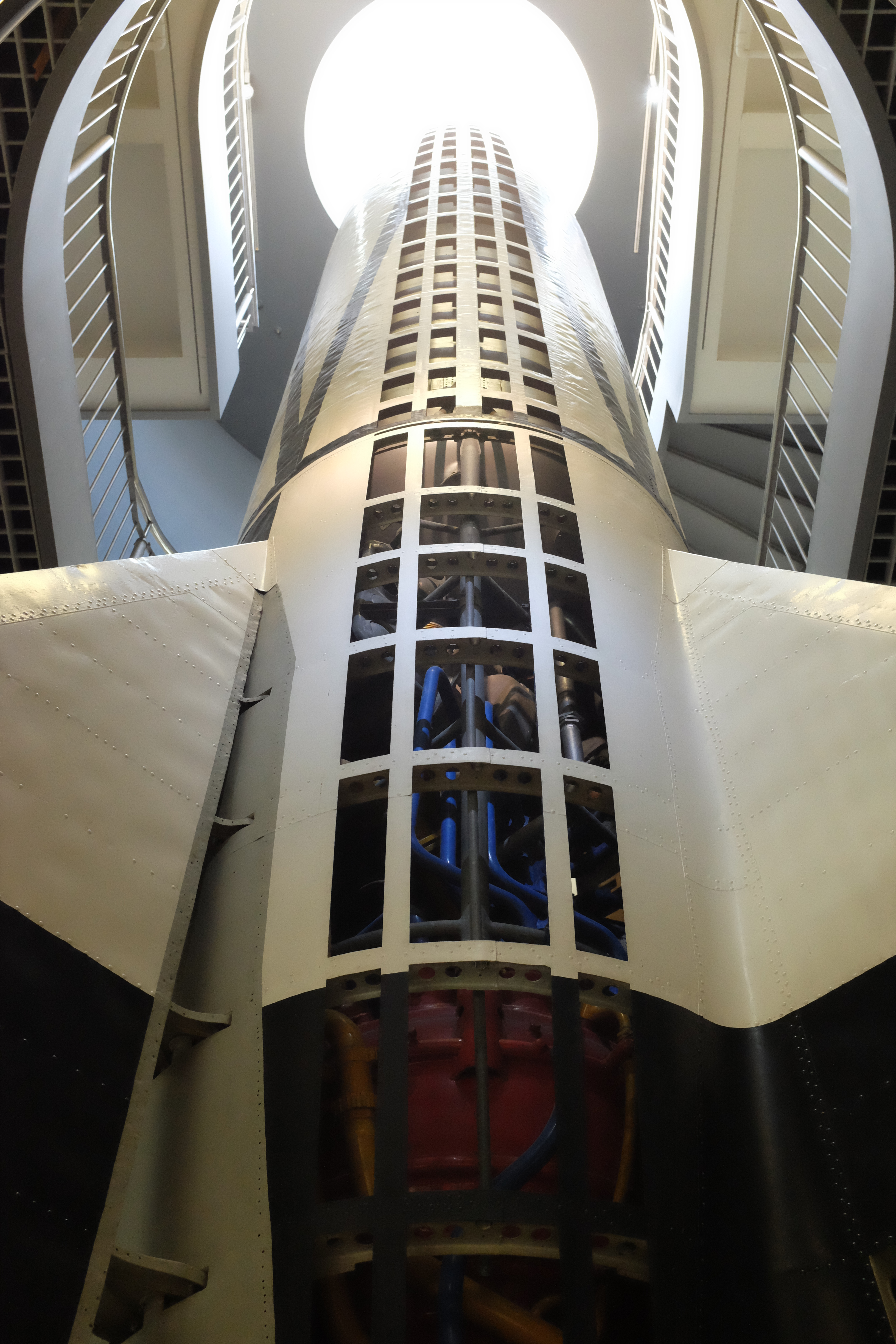
Фау-2 в Немецком музее, Мюнхен

Внешне ракета со свободным вертикальным стартом имела классическую для подобных ракет веретенообразную форму с четырьмя крестообразно расположенными воздушными стабилизаторами.
Общая длина корпуса ракеты составляла 14 030 мм, максимальный диаметр равнялся 1650 мм.
Стартовая масса ракеты «Фау-2» достигала 14 тонн и складывалась из массы боевого заряда (980 кг), компонентов топлива (8760 кг) и конструкции вместе с двигательной установкой (3060 кг).
Ракета состояла из более чем 30 тысяч отдельных деталей, а длина проводов электрического оборудования превышала 35 км.
На ракете устанавливался жидкостный ракетный двигатель с турбонасосной подачей обоих компонентов топлива. Основными агрегатами жидкостного ракетного двигателя являлись камера сгорания (КС), турбонасосный агрегат (ТНА), парогазогенератор, баки с перекисью водорода и марганцовокислым натрием, батарея из семи баллонов со сжатым воздухом.
Технологически «Фау-2» была поделена на 4 отсека: боевой, приборный отсек, баковый (топливный) и хвостовой отсеки. Такое разделение диктовалось условиями транспортировки.
Боевой отсек конической формы, изготовленный из мягкой стали толщиной 6 мм, общей длиной по оси (от основания обтекателя) 2010 мм, снаряжался аммотолом. Выбор этого взрывчатого вещества был обусловлен его относительной безопасностью к применению в условиях вибрации и нагрева. В верхней части боевого отсека находился высокочувствительный ударный импульсный взрыватель. От использования механических взрывателей пришлось отказаться в силу большой скорости столкновения ракеты с землёй, в результате чего механические взрыватели просто не успевали сработать и разрушались. Скорость падения ракеты составляла 1100 м/c. Подрыв заряда осуществлялся расположенным в его тыльной части пиропатроном по электрическому сигналу, полученному от взрывателя. Сигнальный кабель от головной части протягивался по каналу, расположенному в центральной части боевого отсека.
В приборном отсеке размещалась аппаратура системы управления и радиооборудование.
Топливный отсек занимал центральную часть ракеты. Горючее (75 % водный раствор этилового спирта) размещалось в переднем баке. Окислитель — жидкий кислород, заправлялся в нижний бак. Оба бака изготавливались из лёгкого сплава. В целях предотвращения изменения формы и поломок оба бака наддувались давлением, равным приблизительно 1,4 атмосферы. Пространство между баками и обшивкой плотно заполнялось теплоизолятором (стекловолокном).

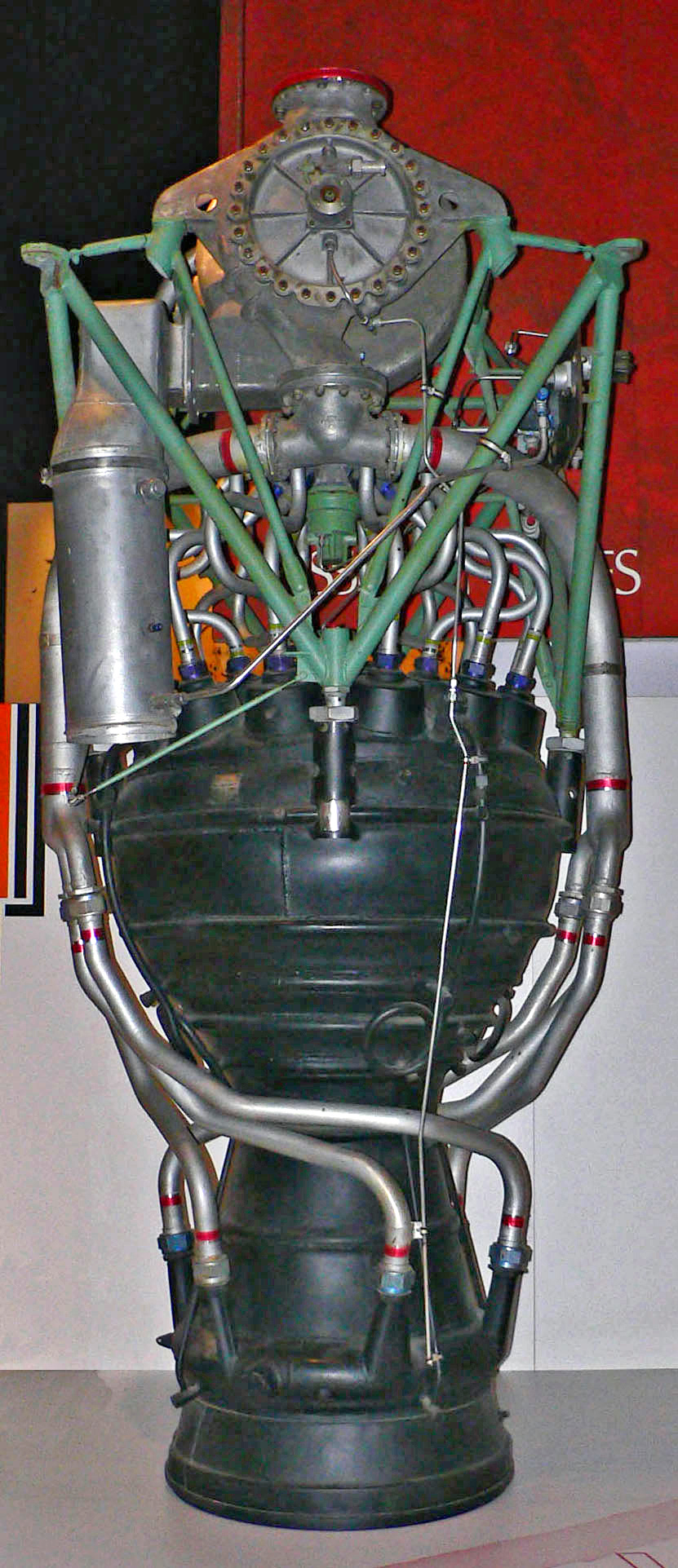
Жидкостный двигатель ракеты Фау-2; схема этого двигателя стала классической для ЖРД на протяжении более полувека

В хвостовом отсеке на силовой раме размещалась двигательная установка, тягой на Земле в 25 тс.
Подача топлива в камеру сгорания осуществлялась с помощью двух центробежных насосов, приводимых в действие турбиной, работающей за счёт парогаза, образующегося при разложении перекиси водорода в парогазогенераторе в присутствии катализатора — марганцовокислого натрия. Мощность турбины 680 л. с.
Одним из наиболее революционных технологических решений стала автоматическая система наведения. Координаты цели вводились в бортовой аналоговый вычислитель перед запуском. Установленные на ракете гироскопы контролировали её пространственное положение в течение всего полёта, а любое отклонение от заданной траектории выправлялось четырьмя графитными газодинамическими рулями, помещёнными в реактивную струю двигателя по периферии сопла. Отклоняясь, эти рули отклоняли часть реактивной струи, что изменяло направление вектора тяги двигателя, и создавало момент силы относительно центра масс ракеты, что и являлось управляющим воздействием (подобный способ заметно снижает тягу двигателя, к тому же графитные рули в реактивной струе подвержены сильной эрозии и имеют очень малый временной ресурс).
Четыре стабилизатора крепились фланцевыми стыками к хвостовому отсеку. Внутри каждого стабилизатора размещались электромотор, вал, цепной привод аэродинамического руля и рулевая машинка, отклоняющая газовый руль (находящийся в створе сопла, сразу за его срезом).

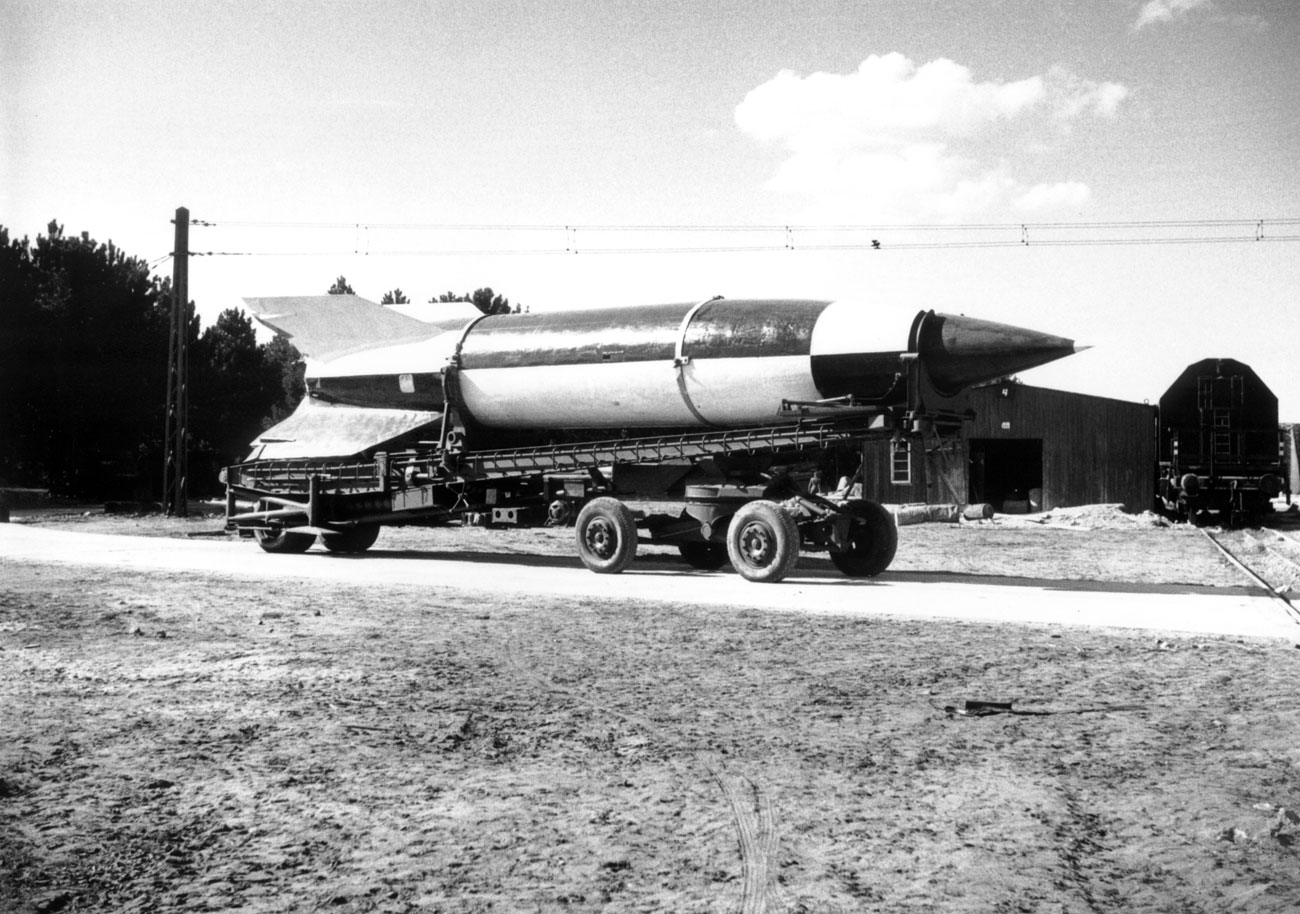
«Фау-2» на транспортно-установочном прицепе Meillerwagen

## Развёртывание
С момента создания «Фау-2» в германском командовании велись споры по поводу схемы развёртывания ракет. Ракета заправлялась быстроиспаряющимся жидким кислородом, получение которого велось на специальных предприятиях. Поэтому, с технической точки зрения, разумно было развёртывать ракеты на стационарных позициях в непосредственной близости от заводов жидкого кислорода и запускать сразу же после заправки.
Военные, тем не менее, критически отнеслись к этой концепции. Их главным аргументом было превосходство авиации противника в воздухе, делавшее любые стационарные позиции ракет слишком уязвимыми при массированных бомбардировках. По мнению военных, запуск ракет должен был осуществляться с мобильных быстро перемещающихся позиций, которые было бы трудно обнаружить и уничтожить.
Позиция военных тоже имела ряд недостатков, главным из которых были очевидные сложности с обслуживанием ракет на мобильных позициях, меньшая вероятность успешного запуска в полевых условиях и главное — сравнительно меньший темп запуска ракет с полевых позиций, чем с оборудованных стационарных комплексов. Тем не менее, военные настаивали на своём, утверждая, что любые стационарные комплексы будут подвергаться интенсивным воздушным бомбардировкам, которые если и не разрушат их полностью, то затруднят до крайности запуск ракет.
В конечном итоге, спор был разрешён в пользу стационарных комплексов вмешательством лично Гитлера, испытывавшего симпатии к грандиозным проектам. По его приказу было начато строительство нескольких гигантских заглублённых бункеров, каждый из которых должен был представлять собой защищённый от бомбардировок комплекс, предназначенный для предстартовой подготовки, заправки и запуска ракет в максимально быстром темпе.
Строительство нескольких подобных конструкций было начато в 1943, но не доведено до конца:
- Купол Визерне
- Бункер Эперлек

Как и предсказывалось военными, интенсивные воздушные бомбардировки союзников с применением 5-тонных бомб «Толлбой», падающих со сверхзвуковой скоростью и заглубляющихся в землю на большую глубину перед детонацией, сделали невозможным завершение строительства стационарных позиций. Колоссальные вложенные в них ресурсы были израсходованы напрасно. Хотя при этом не надо забывать, что противодействие этой угрозе потребовало привлечения также больших ресурсов Британии и США.
Ввиду очевидного фиаско концепции стационарных пусковых бункеров Гитлер изменил своё мнение и согласился на развёртывание ракет на мобильных позициях. Специально для запуска «Фау-2» был разработан установщик, называвшийся «майлерваген», который доставлял ракету на позицию и ставил её вертикально на стартовый стол.

## Боевое применение

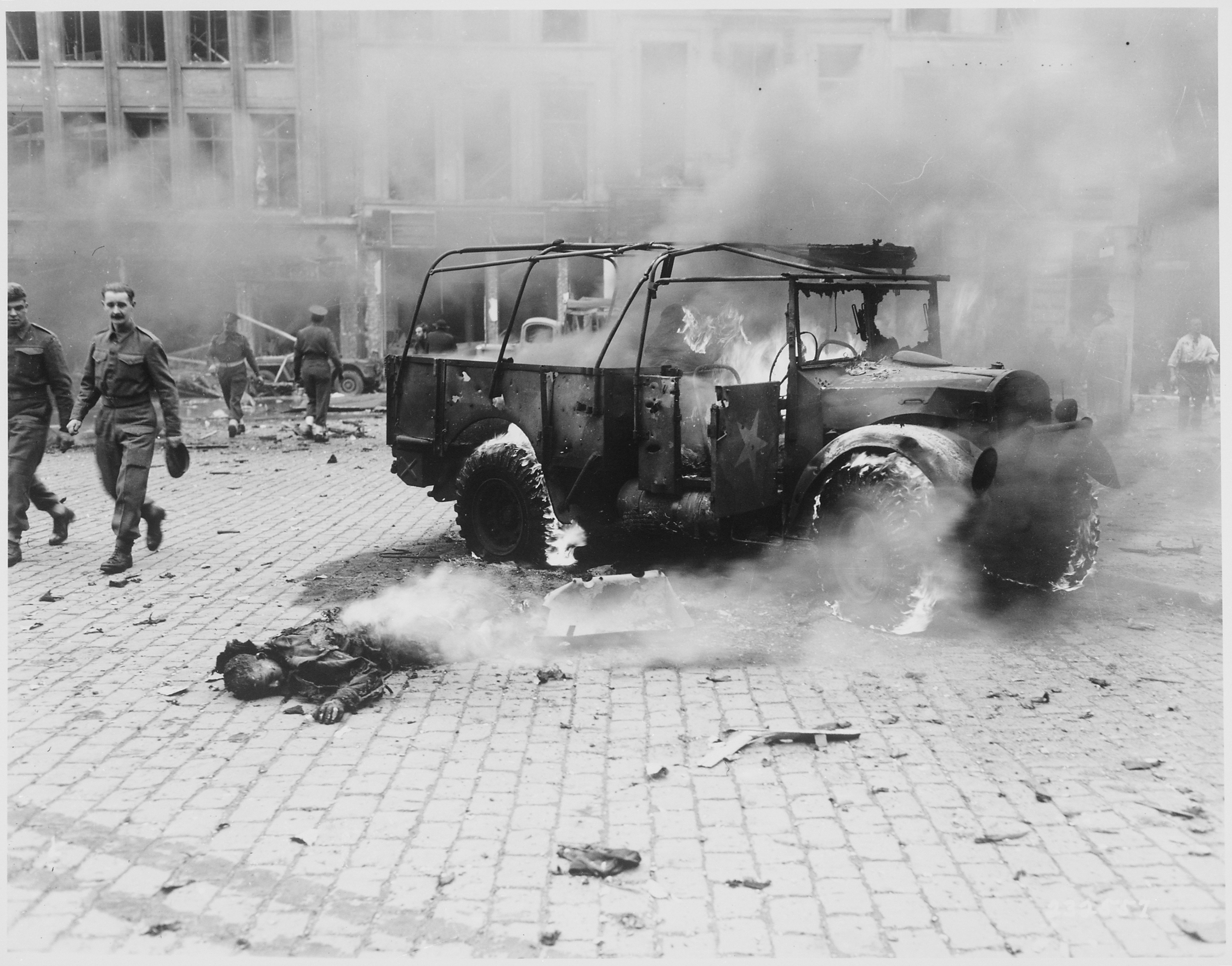
Жертвы «Фау-2» во время битвы на Шельде, Антверпен, 1944

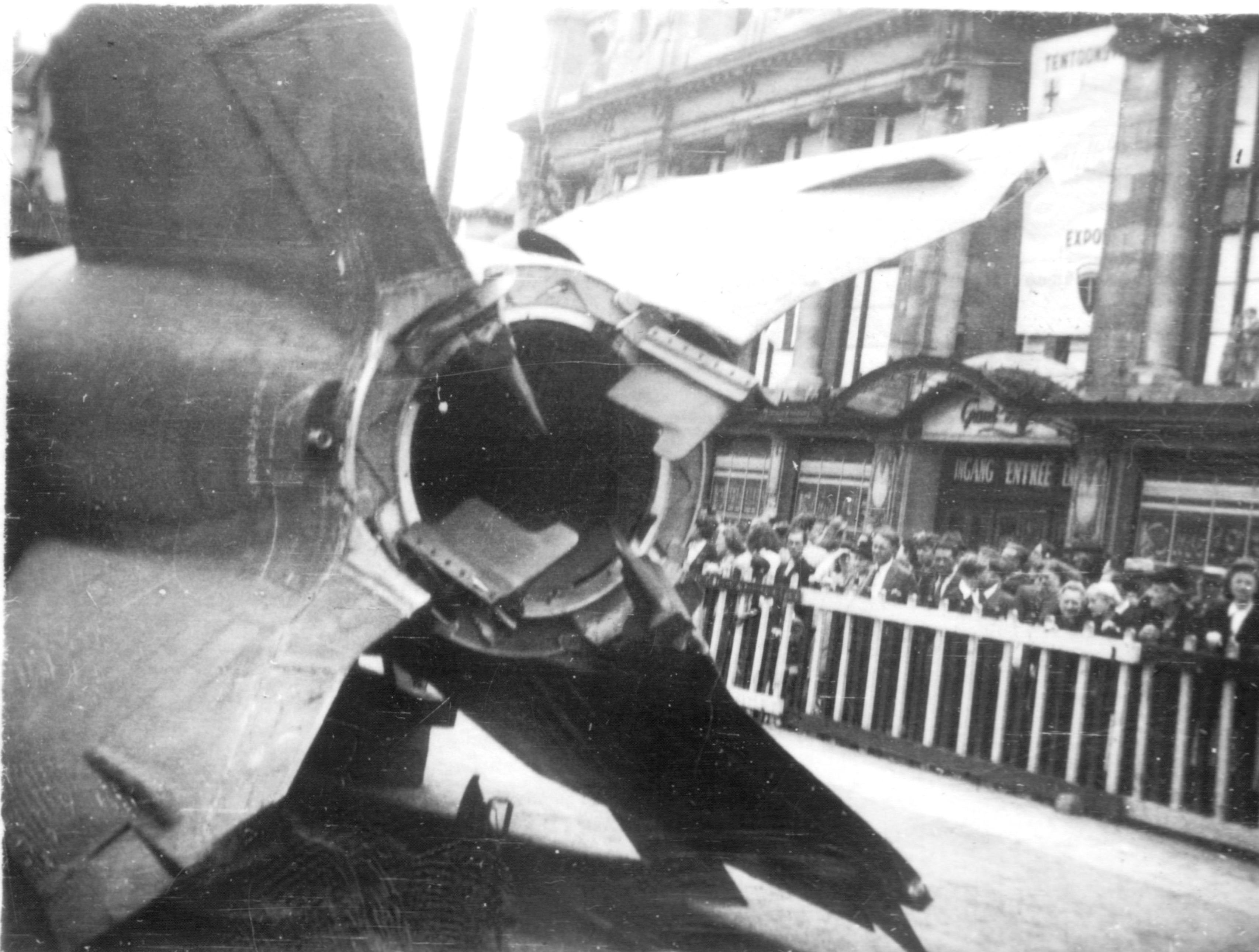
Ракета «Фау-2», выставленная на Грунплатс (Groenplaats) в Антверпене

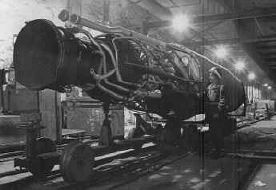
«Фау-2» на сборочной линии завода Миттельверк в горе Конштайн, 3 июля 1945

Адольфа Гитлера не покидала идея о производстве тяжёлой ракеты, которая должна была принести Англии возмездие. По его личному приказу с конца июля 1943 года огромный производственный потенциал был направлен на создание ракеты, получившей впоследствии пропагандистское название «Vergeltungswaffe-2» (в переводе с нем. «оружие возмездия»).
Министр вооружения Третьего рейха Альберт Шпеер позже в своих воспоминаниях писал:

Нелепая затея. В 1944 году в течение нескольких месяцев армады вражеских бомбардировщиков сбрасывали в среднем по 300 тонн бомб в день, а Гитлер мог бы обрушить на Англию три десятка ракет общей мощностью 24 тонны в сутки, что является эквивалентом бомбовой нагрузки всего лишь дюжины «Летающих крепостей». Я не только согласился с этим решением Гитлера, но и поддержал его, совершив одну из серьёзнейших своих ошибок. Гораздо продуктивнее было бы сосредоточить наши усилия на производстве оборонительных ракет «земля-воздух». Такая ракета была разработана ещё в 1942 году под кодовым именем «Вассерфаль» (Водопад). — Альберт Шпеер. «Третий рейх изнутри»
и далее: 

Поскольку мы впоследствии выпускали по девятьсот больших наступательных ракет каждый месяц, то вполне могли бы производить ежемесячно несколько тысяч этих меньших по размерам и стоимости ракет. Я и сейчас думаю, что с помощью этих ракет в сочетании с реактивными истребителями мы с весны 1944 года успешно защищали бы нашу промышленность от вражеских бомбардировок, но Гитлер, «одержимый жаждой мести, решил использовать новые ракеты для обстрела Англии». — 
Первую ракету с боевым зарядом выпустили по Парижу 6 сентября 1944 года. На следующий день начали обстрел Лондона. Англичане знали о существовании немецкой ракеты, но они сначала ничего не поняли и подумали (когда в 18 часов 43 минуты 8 сентября в районе Чизвик раздался сильный взрыв), что взорвалась газовая магистраль (так как не было воздушной тревоги). После повторных взрывов стало ясно, что газовые магистрали ни при чём. И только тогда, когда около одной из воронок офицер из войск противовоздушной обороны поднял кусок патрубка, замороженного жидким кислородом, стало ясно, что это новое оружие нацистов (называвшееся ими «оружием возмездия» — нем. Vergeltungswaffe).
Эффективность боевого применения «Фау-2» была крайне невысокой: ракеты имели малую точность попадания (в круг диаметром 10 км попадало только 50 % запущенных ракет) и низкую надёжность (из 4300 запущенных ракет более 2000 либо взорвались на земле или в воздухе при запуске, либо вышли из строя в полёте).
Всего с 8 сентября 1944 по 27 марта 1945 года, когда была выпущена последняя «Фау-2» по Англии, немцы произвели на Англию пуск 1359 ракет, из которых до территории Англии долетели 1054 ракеты. Известно распределение мест их падений (по графствам): на Лондон упали 517 ракет, на Эссекс — 378 ракет, на Кент — 64 ракеты, на Хартфордшир — 34 ракеты, на Норфолк — 29 ракет, на Суффолк — 13 ракет, на Суррей, Суссекс, Бедфордшир и Букингемшир — от 2 до 8 ракет, на Кембриджшир и Беркшир — по одной ракете.
По различным источникам, пуск ракет, направленных за семь месяцев для разрушения Лондона, привёл к гибели 2724 человек (в среднем, от каждой ракеты погибал один или два человека) и тяжёлым ранениям 6467 человек.

Чтобы сбросить такое же количество взрывчатки, какое было сброшено американцами при помощи четырёхмоторных бомбардировщиков B-17 («Летающая крепость»), пришлось бы использовать 66 000 «Фау-2», на выпуск которых понадобилось бы 6 лет.— об эффективности применения Фау-2 — там же, c. 463.
16 декабря 1944 года «Фау-2» упала на кинотеатр «Рекс» в Антверпене, где в тот момент находилось около тысячи человек. В результате погибло 567 человек. Падение «Фау-2» на кинотеатр «Рекс» стало самой смертоносной атакой этой ракеты за всё время Второй мировой войны. В Англии самой смертоносной стала атака 25 ноября 1944 года, когда от разрыва одной «Фау-2» в Лондоне погибли 160 человек и получили тяжёлые ранения 106 человек.
В последний раз «Фау-2» были применены во время сражения за Антверпен в 1945 году.
Рядом с подземным заводом по производству ракет Миттельверк, на южном склоне горы Конштайн, находился концентрационный лагерь Дора, поставлявший заводу рабочих. Производство этих ракет унесло больше жизней, чем сами ракетные удары. В лагере нашли зарытыми 25 тыс. трупов, ещё 5 тыс. человек было расстреляно перед наступлением американской армии.
На основе «Фау-2» разрабатывался проект двухступенчатой межконтинентальной баллистической ракеты A-9/A-10 с дальностью полёта 5000 км. Её предполагалось использовать для поражения крупных объектов и деморализации населения на территории США. Однако доведение ракеты до боевого применения к моменту поражения нацистской Германии так и не состоялось.

## Проекты на базе Фау-2

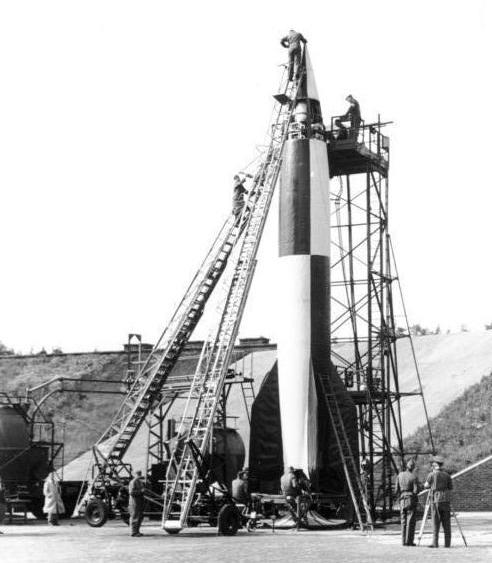
Подготовка к старту баллистической ракеты А4, Полигон Пенемюнде, Германия, март 1942

### A4b
В 1941 году в попытке увеличить дальность полёта баллистической ракеты была предложена идея оснастить её крыльями, переведя тем самым заключительную стадию полёта в сверхзвуковое планирование. Проект получил некоторое развитие в 1944 году, когда в экспериментальных целях несколько серийных Фау-2 были оснащены крыльями высокой стреловидности.
Предполагалось, что за счёт сверхзвукового планирования дальность действия ракеты удастся увеличить до 750 км, что позволило бы атаковать цели на территории Великобритании непосредственно с территории Германии. Два экспериментальных запуска были проведены: первый (неудачный) 27 декабря 1944, и второй — 24 января 1945. Во время второго пуска ракета достигла скорости, соответствующей М=4 (то есть в четыре раза превышающей скорость звука), прежде чем крылья отвалились от фюзеляжа и ракета разрушилась.

### A4 подводного запуска
В 1943 году была выдвинута идея использовать подводные лодки для доставки ракет А4 к побережью США и обстрела ими прибрежных городов. Так как ракета перед запуском должна была быть установлена вертикально, расположить её внутри существующих германских лодок было невозможно, поэтому для доставки ракеты в подводном положении предполагалось использовать буксируемый пусковой контейнер, внутри которого располагалась ракета, топливо и окислитель. Перед запуском, после всплытия, контейнер выравнивался вертикально за счёт заполнения кормовых балластных цистерн, ракета заправлялась и осуществлялся пуск.
Проект получил развитие, и три подобных контейнера были заказаны в 1944 году, но только один собран к концу войны; вся система ни разу не была испытана. Однако разведка союзников сумела получить некоторые данные о проекте в 1944 году и ВМФ США разработал специальные меры по противодействию развёртыванию ракетоносных субмарин, если бы таковые вышли в океан. В январе 1945 года во время попытки крупной «волчьей стаи» прорваться из Норвегии в Северную Атлантику эти действия были ошибочно приняты за намерение развернуть ракеты для удара по Нью-Йорку, ошибка выяснилась только после разгрома немецкого соединения.

## После войны
После войны американскими оккупационными властями из Германии в США в разобранном виде было вывезено около 100 готовых ракет. В США исследования трофейных ракет проводились в рамках программы разработки баллистических ракет Hermes. В 1946—1952 годах армия США осуществила 63 пуска ракет с исследовательскими целями; один запуск произведён с палубы авианосца.

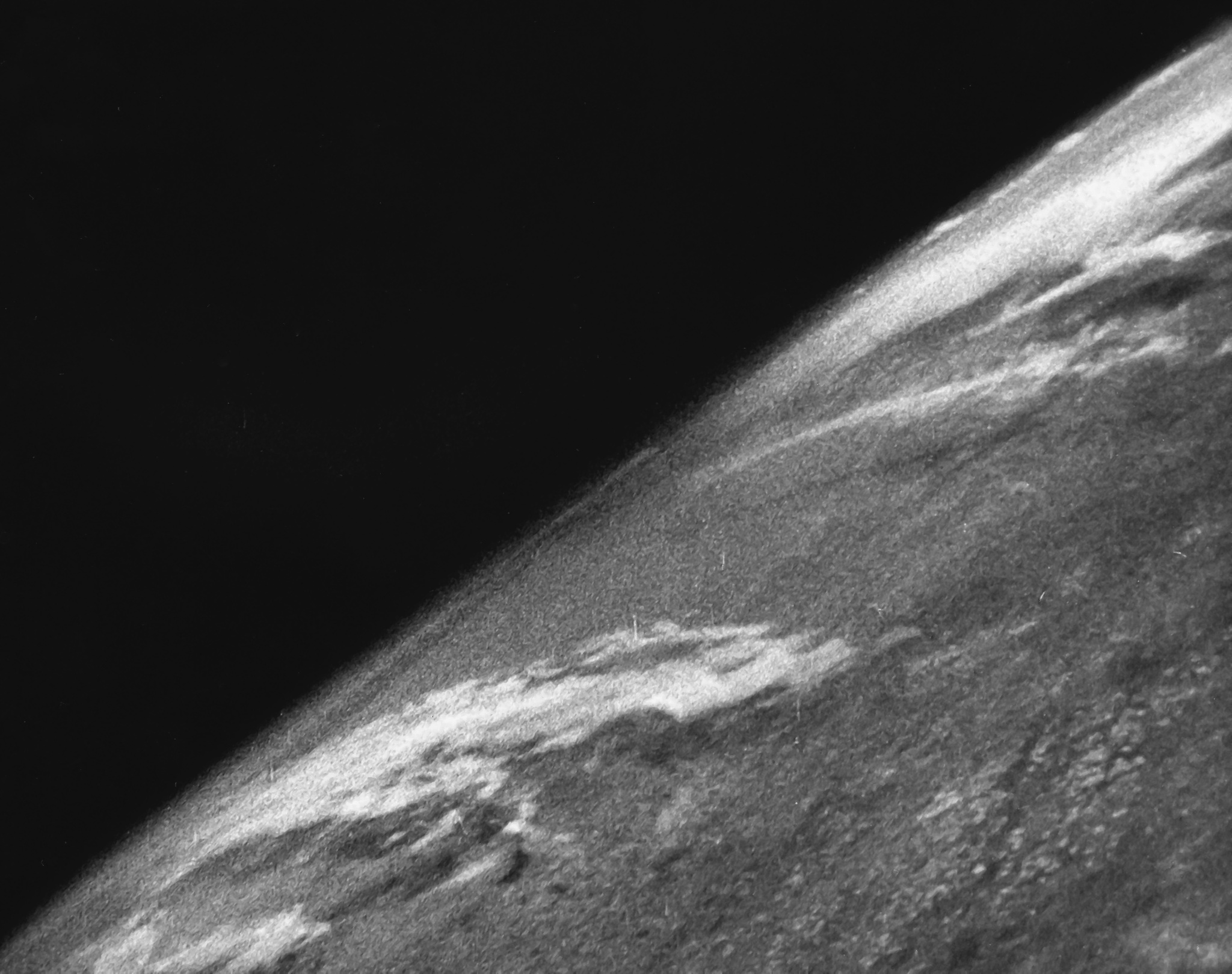
Первая фотография Земли из космоса, сделанная 24 октября 1946 года на суборбитальной ракете V-2

Первые фотографии планеты Земля, непосредственно из космоса, были сделаны 24 октября 1946 года на суборбитальной ракете V-2, запущенной в США (полёт № 13) с ракетного полигона White Sands. Самая большая высота (65 миль, 105 км) была в 5 раз выше, чем на любой фотографии, сделанной до этого полёта; фотографии делались каждые полторы секунды.
Советские оккупационные власти в Германии как минимум до 1952 года вели программу испытательных запусков скопированных с «Фау-2» образцов ракет и её модификаций на полигоне Пенемюнде, который теперь обслуживал советскую ракетную программу.

## Значение в освоении космоса
Именно ракета «Фау-2» стала первым в истории искусственным объектом, совершившим суборбитальный космический полёт. В первой половине 1944 года с целью отладки конструкции был произведён ряд вертикальных пусков ракет с несколько увеличенным (до 67 сек) временем работы двигателя (подачи топлива). Высота подъёма при этом достигала 188 километров.
С запуска трофейных, а позже модифицированных ракет «Фау-2» начинались как некоторые американские (программа Hermes), так и советские ракетные программы.
Первые китайские баллистические ракеты Дунфэн-1 также начинались с освоения советских ракет Р-2, созданных на основе конструкции «Фау-2». Однако серьёзного влияния на последующую китайскую ракетную программу выпуск Р-2 не оказал. Действительное её развитие началось с освоения Р-5М и гептиловых ЖРД конструкции Исаева, имеющих иную генеалогию.
По мнению историка освоения космоса и куратора лондонского музея космических технологий Дуга Милларда (Doug Millard), все достижения в освоении космоса, включая высадку на Луну, были сделаны на основе технологий Фау-2.

## Тактико-технические характеристики
Жидкостный ракетный двигатель работал на 75 % этиловом спирте (около 4 тонн) и жидком кислороде (около 5 тонн) и развивал тягу до 270 кН, обеспечивая среднюю скорость полёта в 1700 м/с (6120 км/ч). Дальность полёта достигала 320 км, высота траектории до 100 км. Боевая часть, содержащая до 830 кг аммотола, размещалась в головном отсеке. Основные параметры ракеты приведены в таблице ниже:

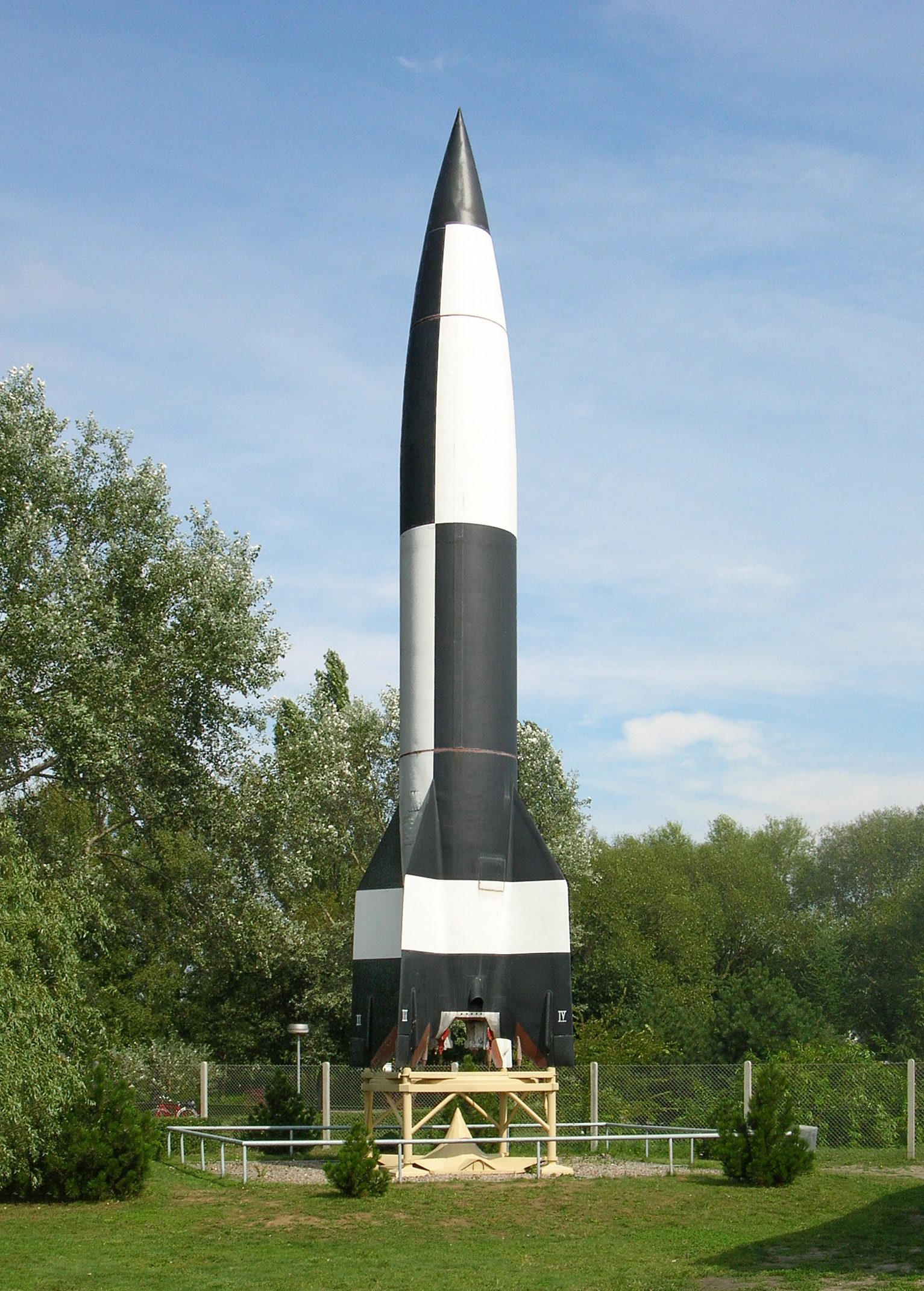
Копия первой ракеты «Фау-2» в музее Пенемюнде

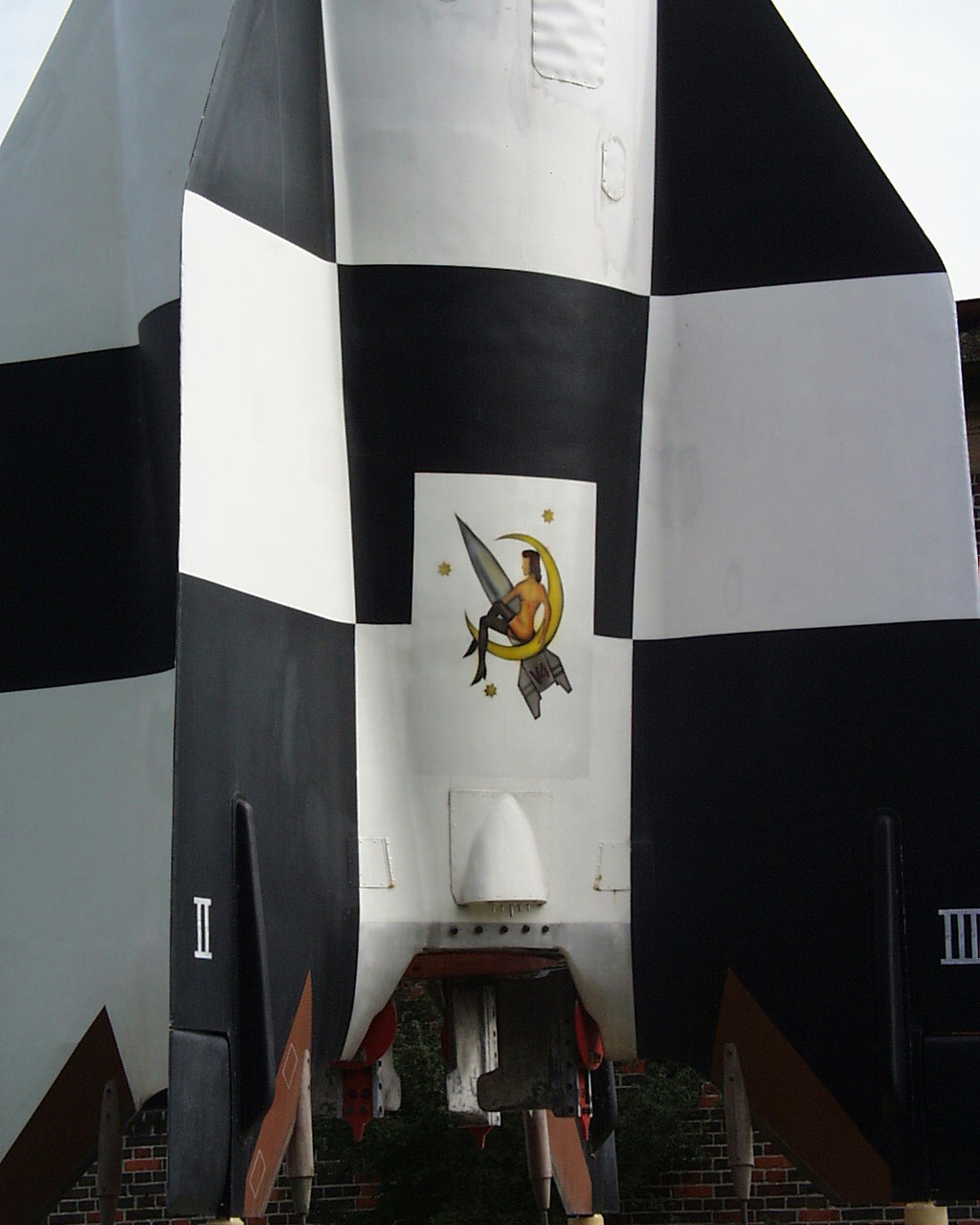
Картинка из фильма «Девушка на Луне», нанесённая на основание ракеты (копия первой ракеты «Фау-2» в музее Пенемюнде)

| Общая длина ракеты, мм                                      | Общая длина ракеты, мм                                            | 14 030 |
| Диаметр корпуса, мм                                         | Диаметр корпуса, мм                                               | 1650 |
| Диаметр по стабилизаторам, мм                               | Диаметр по стабилизаторам, мм                                     | 3558 |
| Масса незаправленной ракеты с боевой частью, кг             | Масса незаправленной ракеты с боевой частью, кг                   | 4000 |
| Масса стартовая, кг                                         | Масса стартовая, кг                                               | 12 500 |
| Количество расходуемых веществ                              | масса спирта (75 %), кг                                           | 3900 |
| Количество расходуемых веществ                              | масса жидкого кислорода, кг                                       | 5000 |
| Количество расходуемых веществ                              | масса перекиси водорода, кг                                       | 175 |
| Количество расходуемых веществ                              | масса перманганата натрия, кг                                     | 14 |
| Количество расходуемых веществ                              | масса сжатого воздуха, кг                                         | 17 |
| Расход топлива, кг/с                                        | Расход топлива, кг/с                                              | 127 |
| Пропорция смеси (спирт/кислород)                            | Пропорция смеси (спирт/кислород)                                  | 0,81 |
| Тяга двигателя на старте, кг                                | Тяга двигателя на старте, кг                                      | 25 000 |
| Ускорение на старте, g                                      | Ускорение на старте, g                                            | 0,9 |
| Температура в камере сгорания, °C                           | Температура в камере сгорания, °C                                 | ~2700 |
| Давление в камере сгорания, атм.                            | Давление в камере сгорания, атм.                                  | 15,45 |
| Давление зажигания (сверх давления в камере сгорания), атм. | Давление зажигания (сверх давления в камере сгорания), атм.       | 2,4 |
| Скорость истечения топлива, м/с                             | Скорость истечения топлива, м/с                                   | 2050 |
| Время набора скорости звука, с                              | Время набора скорости звука, с                                    | 25 |
| Время работы двигателя, с                                   | Время работы двигателя, с                                         | 65—80 |
| Тяга перед отсечкой топлива, кг                             | Тяга перед отсечкой топлива, кг                                   | 4200 |
| Ускорение перед отсечкой топлива, g                         | Ускорение перед отсечкой топлива, g                               | 5 |
| Скорость ракеты в конце работы двигателя, м/с               | Скорость ракеты в конце работы двигателя, м/с                     | 1450 |
| Координаты ракеты к моменту отсечки подачи топлива          | по высоте, км                                                     | 25 |
| Координаты ракеты к моменту отсечки подачи топлива          | по горизонтали, км                                                | 20 |
| Дальность стрельбы практическая, км                         | Дальность стрельбы практическая, км                               | 274 |
| Дальность стрельбы максимальная, км                         | Дальность стрельбы максимальная, км                               | 380 |
| Высшая точка траектории, км                                 | Высшая точка траектории, км                                       | 80—90 |
| Скорость падения (у земли), м/с                             | Скорость падения (у земли), м/с                                   | 450 |
| Масса головной части, кг                                    | Масса головной части, кг                                          | 1000 |
| Масса взрывчатого вещества, кг                              | Масса взрывчатого вещества, кг                                    | 730—830 |
| Действие у цели при тротиловом снаряжении                   | диаметр воронки, м                                                | 25—30 |
| Действие у цели при тротиловом снаряжении                   | глубина воронки, м                                                | 15 |
| Отклонение от цели                                          | по проекту (КВО), км                                              | 0,5—1 (0,002—0,003 от дальности) |
| Отклонение от цели                                          | реализовано, км                                                   | 4,5 система управления «LEV-3» (полигонные испытания); 2,0 система радиокомандного управления «Leitstrahlstellung» (полигонные испытания); ±10—20; 4,5—6 по данным Редстоунского арсенала (США) |
| Отклонение от цели                                          | по результатам отстрела в 1947 году 11 ракет собранных в СССР, км | ±5 |

## Сравнительная характеристика
| Основные сведения и технические характеристики иностранных ракет с жидкостными ракетными двигателями | Основные сведения и технические характеристики иностранных ракет с жидкостными ракетными двигателями | Основные сведения и технические характеристики иностранных ракет с жидкостными ракетными двигателями | Основные сведения и технические характеристики иностранных ракет с жидкостными ракетными двигателями | Основные сведения и технические характеристики иностранных ракет с жидкостными ракетными двигателями | Основные сведения и технические характеристики иностранных ракет с жидкостными ракетными двигателями | Основные сведения и технические характеристики иностранных ракет с жидкостными ракетными двигателями | Основные сведения и технические характеристики иностранных ракет с жидкостными ракетными двигателями | Основные сведения и технические характеристики иностранных ракет с жидкостными ракетными двигателями | Основные сведения и технические характеристики иностранных ракет с жидкостными ракетными двигателями | Основные сведения и технические характеристики иностранных ракет с жидкостными ракетными двигателями | Основные сведения и технические характеристики иностранных ракет с жидкостными ракетными двигателями | Основные сведения и технические характеристики иностранных ракет с жидкостными ракетными двигателями | Основные сведения и технические характеристики иностранных ракет с жидкостными ракетными двигателями | Основные сведения и технические характеристики иностранных ракет с жидкостными ракетными двигателями | Основные сведения и технические характеристики иностранных ракет с жидкостными ракетными двигателями | Основные сведения и технические характеристики иностранных ракет с жидкостными ракетными двигателями | Основные сведения и технические характеристики иностранных ракет с жидкостными ракетными двигателями |
| Наименование ракеты и страна производства | Наименование ракеты и страна производства                                                            | Наименование ракеты и страна производства                                                            | Наименование ракеты и страна производства                                                            | Двигатель                                                                                            | Двигатель                                                                                            | Двигатель                                                                                            | Двигатель                                                                                            | Массо-габаритные характеристики                                                                      | Массо-габаритные характеристики                                                                      | Массо-габаритные характеристики                                                                      | Массо-габаритные характеристики                                                                      | Массо-габаритные характеристики                                                                      | Лётно-технические характеристики                                                                     | Лётно-технические характеристики                                                                     | Лётно-технические характеристики                                                                     | Другое                                                                                               | Другое                                                                                               |
| Оригинал | Русское                                                                                              | Страна                                                                                               | Ступени                                                                                              | Топливо                                                                                              | Система подачи                                                                                       | Тяга на земле, кгc                                                                                   | Время работы, с                                                                                      | Длина, м                                                                                             | Диаметр, м                                                                                           | Полная масса, кг                                                                                     | Масса топлива, кг                                                                                    | Масса полезной нагрузки, кг                                                                          | Скорость макс., м/с                                                                                  | Высота макс. или по траектории, км                                                                   | Дальность, км                                                                                        | Серийное производство                                                                                | Примечание                                                                                           |
| Дальние ракеты типа «земля — земля» | Дальние ракеты типа «земля — земля»                                                                  | Дальние ракеты типа «земля — земля»                                                                  | Дальние ракеты типа «земля — земля»                                                                  | Дальние ракеты типа «земля — земля»                                                                  | Дальние ракеты типа «земля — земля»                                                                  | Дальние ракеты типа «земля — земля»                                                                  | Дальние ракеты типа «земля — земля»                                                                  | Дальние ракеты типа «земля — земля»                                                                  | Дальние ракеты типа «земля — земля»                                                                  | Дальние ракеты типа «земля — земля»                                                                  | Дальние ракеты типа «земля — земля»                                                                  | Дальние ракеты типа «земля — земля»                                                                  | Дальние ракеты типа «земля — земля»                                                                  | Дальние ракеты типа «земля — земля»                                                                  | Дальние ракеты типа «земля — земля»                                                                  | Дальние ракеты типа «земля — земля»                                                                  | Дальние ракеты типа «земля — земля»                                                                  |
| --- | --- | --- | --- | --- | --- | --- | --- | --- | --- | --- | --- | --- | --- | --- | --- | --- | --- |
| V-2 (A-4) | «Фау-2»                                                                                              | Красный флаг, в центре которого находится белый круг с чёрной свастикой                              | | Жидкий кислород + 75% этиловый спирт                                                                 | Насосная                                                                                             | 25000                                                                                                | 65                                                                                                   | 14                                                                                                   | 1,65                                                                                                 | 3000                                                                                                 | 9000                                                                                                 | 1000                                                                                                 | 1500                                                                                                 | 80                                                                                                   | до 300                                                                                               | Да                                                                                                   | Устарелая конструкция. Послужила прототипом многих ракет                                             |
| WAC Corporal | «Корпорэл»                                                                                           | Флаг США                                                                                             | | Азотная кислота + анилин                                                                             | Вытеснительная                                                                                       | 9070                                                                                                 | — | 12,2                                                                                                 | 0,762                                                                                                | 5440                                                                                                 | — | 600 ÷ 800                                                                                            | 1000 ÷ 14501                                                                                         | 80                                                                                                   | 120 ÷ 240                                                                                            | Да                                                                                                   | Разбег дальностей и скоростей достигается за счёт установки боевой части различного веса             |
| PGM-11 Redstone | «Редстоун»                                                                                           | Флаг США                                                                                             | | Жидкий кислород + спирт                                                                              | Насосная                                                                                             | 31880                                                                                                | — | 18,3                                                                                                 | 1,52                                                                                                 | 20000                                                                                                | — | — | 1800                                                                                                 | — | 320(800)                                                                                             | Да                                                                                                   | Стала прототипом для разработки ракет с дальностью до 2400 км                                        |
| SM-65 Atlas | «Атлас»                                                                                              | Флаг США                                                                                             | Первая ступень                                                                                       | Жидкий кислород + диметил-гидразин                                                                   | Насосная                                                                                             | 2×45360 (2×54000)                                                                                    | — | — | — | 100000 ÷ 110000                                                                                      | — | — | 6700                                                                                                 | 1280                                                                                                 | 8000                                                                                                 | Да                                                                                                   | При старте работают все три двигателя                                                                |
| SM-65 Atlas | «Атлас»                                                                                              | Флаг США                                                                                             | Вторая ступень                                                                                       | Жидкий кислород                                                                                      | — | 61000                                                                                                | — | 24 ÷ 30                                                                                              | 2,4 ÷ 3                                                                                              | 225000                                                                                               | — | | | | | Да                                                                                                   | При старте работают все три двигателя                                                                |
| Ракеты для исследования верхних слоёв атмосферы | | | | | | | | | | | | | | | | | |
| General Electric RTV-G-4 Bumper | «Бампер»                                                                                             | Флаг США                                                                                             | Первая ступень типа А-4                                                                              | | | (см. данные ракеты А-4)                                                                              | (см. данные ракеты А-4)                                                                              | (см. данные ракеты А-4)                                                                              | (см. данные ракеты А-4)                                                                              | (см. данные ракеты А-4)                                                                              | (см. данные ракеты А-4)                                                                              | 26 кг (вес приборов)                                                                                 | 3000                                                                                                 | 420                                                                                                  | — | Изготовлено несколько экземпляров ↓                                                                  | Использовалась для исследовательских целей                                                           |
| General Electric RTV-G-4 Bumper | «Бампер»                                                                                             | Флаг США                                                                                             | Вторая ступень WAC Corporal                                                                          | Азотная кислота + анилин                                                                             | Вытеснительная                                                                                       | 680                                                                                                  | 45                                                                                                   | 5,8                                                                                                  | 0,3                                                                                                  | 300                                                                                                  | — | 26 кг (вес приборов)                                                                                 | | | | Изготовлено несколько экземпляров ↓                                                                  | Использовалась для исследовательских целей                                                           |
| RTV-N-12 Viking | «Викинг»                                                                                             | Флаг США                                                                                             | № 11                                                                                                 | Жидкий кислород + спирт                                                                              | Насосная                                                                                             | 9070                                                                                                 | — | 12,7                                                                                                 | 1,2                                                                                                  | 7500                                                                                                 | — | 320                                                                                                  | 1920                                                                                                 | 254                                                                                                  | — | Выпущено 12 шт. в различных вариантах                                                                | Специальная исследовательская ракета. Имеет отделяющуюся головку                                     |
| RTV-N-12 Viking | «Викинг»                                                                                             | Флаг США                                                                                             | № 12                                                                                                 | Жидкий кислород + спирт                                                                              | Насосная                                                                                             | 9225                                                                                                 | 105                                                                                                  | 12,7                                                                                                 | 1,14                                                                                                 | 6800                                                                                                 | 2950 ÷ 2500                                                                                          | 450                                                                                                  | 1800                                                                                                 | 232                                                                                                  | — | Выпущено 12 шт. в различных вариантах                                                                | Специальная исследовательская ракета. Имеет отделяющуюся головку                                     |
| Aerobee | «Аэроби»                                                                                             | Флаг США                                                                                             | Первая ступень                                                                                       | Порох                                                                                                | — | — | 2,5                                                                                                  | 1,9                                                                                                  | — | 265                                                                                                  | 117                                                                                                  | 68,4                                                                                                 | 1380                                                                                                 | 100 ÷ 145                                                                                            | — | Выпущено около 100 шт. различных вариантов                                                           | |
| Aerobee | «Аэроби»                                                                                             | Флаг США                                                                                             | Вторая ступень                                                                                       | Азотная кислота + анилин                                                                             | Баллонная                                                                                            | 1140                                                                                                 | 45                                                                                                   | 6,1                                                                                                  | 0,38                                                                                                 | 485                                                                                                  | 283                                                                                                  | 68,4                                                                                                 | 1380                                                                                                 | 100 ÷ 145                                                                                            | — | Выпущено около 100 шт. различных вариантов                                                           | |
| Aerobee 150 | «Аэроби»                                                                                             | Флаг США                                                                                             | Первая ступень                                                                                       | Порох                                                                                                | — | — | — | — | — | 265                                                                                                  | — | 55 — 91                                                                                              | 2150                                                                                                 | 325 ÷ 270                                                                                            | — | Да                                                                                                   | |
| Aerobee 150 | «Аэроби»                                                                                             | Флаг США                                                                                             | Вторая ступень                                                                                       | Азотная кислота + (анилин + спирт)                                                                   | ЖАД                                                                                                  | 800                                                                                                  | 53                                                                                                   | 6,37                                                                                                 | 0,38                                                                                                 | — | 500                                                                                                  | 55 — 91                                                                                              | 2150                                                                                                 | 325 ÷ 270                                                                                            | — | Да                                                                                                   | |
| Veronica AGI | «Вероника»                                                                                           | Флаг Франции                                                                                         | | Азотная кислота + керосин                                                                            | ЖАД                                                                                                  | 4000                                                                                                 | 32 ÷ 35                                                                                              | 6,0                                                                                                  | 0,55                                                                                                 | 1000                                                                                                 | 700                                                                                                  | 57                                                                                                   | 1400                                                                                                 | 120                                                                                                  | 240                                                                                                  | Опытные образцы                                                                                      | |
| Зенитные управляемые ракеты | | | | | | | | | | | | | | | | | |
| Wasserfall | «Вассерфаль»                                                                                         | Красный флаг, в центре которого находится белый круг с чёрной свастикой                              | | Азотная кислота + визоль                                                                             | Баллонная                                                                                            | 8000                                                                                                 | 40                                                                                                   | 7,835                                                                                                | 0,88                                                                                                 | 3800                                                                                                 | 1815                                                                                                 | 600 ÷ 100                                                                                            | 750                                                                                                  | 20                                                                                                   | 40                                                                                                   | Не была окончательно доведена                                                                        | |
| MIM-3 Nike Ajax | «Найк»                                                                                               | Флаг США                                                                                             | Первая ступень                                                                                       | Порох                                                                                                | — | — | — | 3,9                                                                                                  | — | 550                                                                                                  | — | до 140 кг                                                                                            | 670                                                                                                  | 18                                                                                                   | 30                                                                                                   | Да                                                                                                   | Состояла на вооружении в системе противовоздушной обороны США                                        |
| MIM-3 Nike Ajax | «Найк»                                                                                               | Флаг США                                                                                             | Вторая ступень                                                                                       | Азотная кислота + анилин                                                                             | Баллонная                                                                                            | 1180 (на высоте 3000 м)                                                                              | 35                                                                                                   | 6,1                                                                                                  | 0,300                                                                                                | 450                                                                                                  | 136                                                                                                  | до 140 кг                                                                                            | 670                                                                                                  | 18                                                                                                   | 30                                                                                                   | Да                                                                                                   | Состояла на вооружении в системе противовоздушной обороны США                                        |
| Matra SE 4100 | «Матра»                                                                                              | Флаг Франции                                                                                         | | — | Баллонная                                                                                            | 1250                                                                                                 | 14                                                                                                   | 4,6                                                                                                  | 0,400                                                                                                | 400                                                                                                  | 110                                                                                                  | — | 500                                                                                                  | 4,0                                                                                                  | — | Опытные образцы                                                                                      | |
| Oerlikon RSC-51 | «Эрликон»                                                                                            | Флаг Швейцарии                                                                                       | | Азотная кислота + керосин                                                                            | Баллонная                                                                                            | 500                                                                                                  | 52                                                                                                   | 4,88                                                                                                 | 0,37                                                                                                 | 250                                                                                                  | 130                                                                                                  | 20                                                                                                   | 750                                                                                                  | 15                                                                                                   | 20                                                                                                   | Да                                                                                                   | |
| Источник информации: Синярев Г. Б., Добровольский М. В. Жидкостные ракетные двигатели. Теория и проектирование. — 2-е изд. перераб. и доп. — М. : Гос. издательство оборонной промышленности, 1957. — С. 60—63 — 580 с. | | | | | | | | | | | | | | | | | |